# Хантингтон (Арканзас)
Хантингтон (енгл. Huntington) град је у америчкој савезној држави Арканзас.

## Демографија
По попису из 2010. године број становника је 635, што је 53 (-7,7%) становника мање него 2000. године.
| Група             | 2000.       | 2010.       |
| Белци             | 632 (91,9%) | 589 (92,8%) |
| Афроамериканци    | 1 (0,1%)    | 2 (0,3%)    |
| Азијати           | 0 (0,0%)    | 4 (0,6%)    |
| Хиспаноамериканци | 30 (4,4%)   | 15 (2,4%)   |
| Укупно            | 688         | 635         |